# Библиотека ретких књига и рукописа Бејнек
Библиотека ретких књига и рукописа Бејнек је библиотека ретких књига и књижевни архив у Њу Хејвену. Смештена је на тргу универзитета Јејл, зградa је основана 1963. Основала ју је породица Фредерика B. Бајнека, тако стечући своју задужбину. Библиотека је финансијски независна од универзитета. То је једна од највећих зграда на свету у потпуности посвећена ретким књигама и рукописима.
Зграда библиотеке поново је отворена у септембру 2016. године након 18-месечног затварања због већег реновирањa, које је подразумевало замену система грејањa и климатизацију зграде и проширење наставних и изложбених могућности.

## Историја
Крајем 19. века, ретке и вредне књиге библиотеке универзитета Јејл биле су смештене на посебне полице у библиотеци универзитета, данас познате као Двајт хол. Када је 1918. године Џон Вилијам Стерлинг премештен на универзитет, донета је одлука да се створи посебна читаоница за ретке књиге, која је прерасла у одељење за ретке књиге када је зграда отворена 1930. Будући да одељење није садржавало књиге или материјале, професор енглеског језика је са Чонсијем Брустером Тинкером поднео молбу бившим студентима универзитета Јејла да донирају материјале који би универзитету пружили монументалну колекцију попут његове нове зграде. До тренутка када се отворио, Тинкеров апел је прикупио импресивну колекцију ретких књига, укључујући Гутенбергову Библију и неколико главних колекција из породице Бајнек, а посебно њену колекцију на западу Америке.
До 1958. године библиотека је поседовала више од 130.000 ретких књигa и много више рукописа. Скупљена колекција показала се превеликом за читаоницу неприкладну за њихово очување. Након што су универзитету Јејлу већ дали значајне колекције, Едвин и Бајнек, као и Јохана Веигле, дали су средства за изградњу наменске зграде библиотеке ретких књига. Када се Бајнекова библиотека отворила 14. октобра 1963. године, постала је библиотека ретких књига и три посебне збирке: Збирка америчке књижевности, Збирка Западне Америке и Збирка Hемачке књижевности. Убрзо након тога, придружили су им се колекција Џејмс Маршал и Мариja Лујза Озборн.
Библиотека Бајнек постала је спремиште књига колекцијe универзитета Јејл штампаних негде пре 1800. године, књига штампаних у Латинској Америци пре 1751. године, књига штампаних у Северној Америци пре 1821. године, новина и широке стране штампаних у Сједињеним Државама пре 1851. године, европских трактата и брошура штампаних пре 1801. године и словенске, источноевропске и блискоисточне књиге кроз осамнаести век, као и посебне књиге ван ових категорија.
Сада се колекција протеже до данашњих дана, укључујући модерна дела као што су поезија ограничених издања и уметничке књиге. Библиотека такође садржи хиљаде линеарних стопа архивске грађе, од древних папируса и средњовековних рукописа до архивираних личних радова модерних писаца.

## Изложбе
Поред предмета на сталноj изложби, попут Гутенберговe Библијe, библиотекa нуди целогодишњи програм привремених експоната из својих колекција. На пример, 2006. године библиотека је представила Breaking the Binding: Printing and the Third Dimension, лист књигe, поп-ап књиге, перспективнe књигe, панорамe. Витрине се налазе на полуспрату и у приземљу, а шира јавност их може слободно прегледати кад год је библиотека отворена.
Библиотека је 2013. прославила 50 година постојања. Одржане су две целогодишње изложбе које су истраживале архитектуру и људе библиотеке, као и низ витрина ретко виђених рукописа, штампаних дела и визуелних предмета из свих кустоских подручја.